# Louis Mountbatten (hrabia Mountbatten of Burma)
Louis Francis Albert Victor Nicholas George Mountbatten (ur. 25 czerwca 1900 w Windsorze, zm. 27 sierpnia 1979 w zatoce Donegal, Irlandia) – brytyjski polityk i wojskowy, admirał floty, ostatni wicekról Indii i przedostatni gubernator generalny Indii.

## Życiorys
Był synem Ludwika Aleksandra Battenberga i Wiktorii Heskiej, a także prawnukiem królowej Wiktorii i kuzynem Edwarda VIII i Jerzego VI. Do 1917 nosił nazwisko Battenberg. Jego bratem był George Mountbatten, a siostrami: Alicja (matka Filipa Mountbattena) i Ludwika (królowa Szwecji).
W czasie I wojny światowej służył w Royal Navy. W okresie międzywojennym kontynuował służbę w marynarce. W 1939 był dowódcą 5 Flotylli Niszczycieli, którą dowodził podczas kampanii norweskiej. Był jednym z inicjatorów utworzenia Special Operations Executive, która zajmowała się koordynacją i wspieraniem ruchu oporu w okupowanej Europie. W kwietniu 1941 pomagał organizować odwrót jednostek brytyjskich z Krety. W październiku stanął na czele Kwatery Głównej Operacji Połączonych. W marcu 1942 otrzymał tytuł Szefa Operacji Połączonych. Pełniąc tę funkcję (do października 1943), zasiadał w Komitecie Szefów Sztabu oraz uczestniczył w planowaniu m.in. rajdu na Saint-Nazaire, desantu w Dieppe i ataku na Madagaskar.
W latach 1943–1945 był naczelnym dowódcą sił alianckich w Azji Południowo-Wschodniej. Odpowiadał między innymi za obronę Indii i miał wyprzeć Japończyków z okupowanej przez nich Birmy. W tym okresie Mountbatten wielokrotnie dowodził operacjami w Birmie. 12 września 1945 przyjął kapitulację 750 tys. żołnierzy japońskich walczących w Azji Południowo-Wschodniej.
Po wojnie został generalnym gubernatorem i wicekrólem Indii. Zaproponowano mu po zakończeniu wojny tytuł barona, którego – będąc synem markiza, bliskim krewnym królewskim oraz byłym Jaśnie Oświeconym księciem Battenbergiem i mając teraz zostać lordem najniższego stopnia – nie chciał przyjąć. Po osobistej interwencji kuzyna Jerzego VI otrzymał pod koniec 1945 tytuł wicehrabiego jako „Viscount Mountbatten of Burma”, a w 1947 tytuł hrabiowski jako „Earl Mountbatten of Burma”.
Był zdania, że maharadżowie powinni decydować o losie niezależnych państw w Indiach, w tym Kaszmiru, choć uważał, że powinno być to przeprowadzane pod kontrolą międzynarodową, gdyż zdawał sobie sprawę z konfliktu indyjsko-pakistańskiego. Gdy plemiona pasztuńskie weszły na teren Kaszmiru, a Hari Singh zgłosił się z prośbą o pomoc do lorda Mountbattena, ten postawił warunek: Kaszmir musiał przyłączyć się do Indii. Ostatni wicekról zarządził jednak również, że później ludność kaszmirska będzie miała prawo zadecydować sama o losie swego kraju w plebiscycie. Singh podpisał odpowiednie porozumienie z Indiami. W tym samym czasie wojska indyjskie wkroczyły do Kaszmiru i przywróciły porządek. Gdy w 1948 udało się wynegocjować zawieszenie broni, ONZ uchwaliła rezolucję, której drugi punkt mówił, że w Kaszmirze należy przeprowadzić plebiscyt, by rozwiązać konflikt. Na tę opcję nie mogły zgodzić się Indie, gdyż wiedziały, że oznaczałoby to utratę, ze względu na przewagę muzułmanów, ważnego dla nich rejonu.
Lord Mountbatten wrócił do Europy, gdzie piastował stanowiska: dowódcy floty śródziemnomorskiej (1952–1954), Pierwszego Lorda Morskiego (dowódcy floty brytyjskiej, 1955–1959) oraz stanowisko przewodniczącego Komitetu Szefów Sztabów i szefa Imperialnego Sztabu obrony Wielkiej Brytanii (1955–1965). W 1965 przeszedł w stan spoczynku.

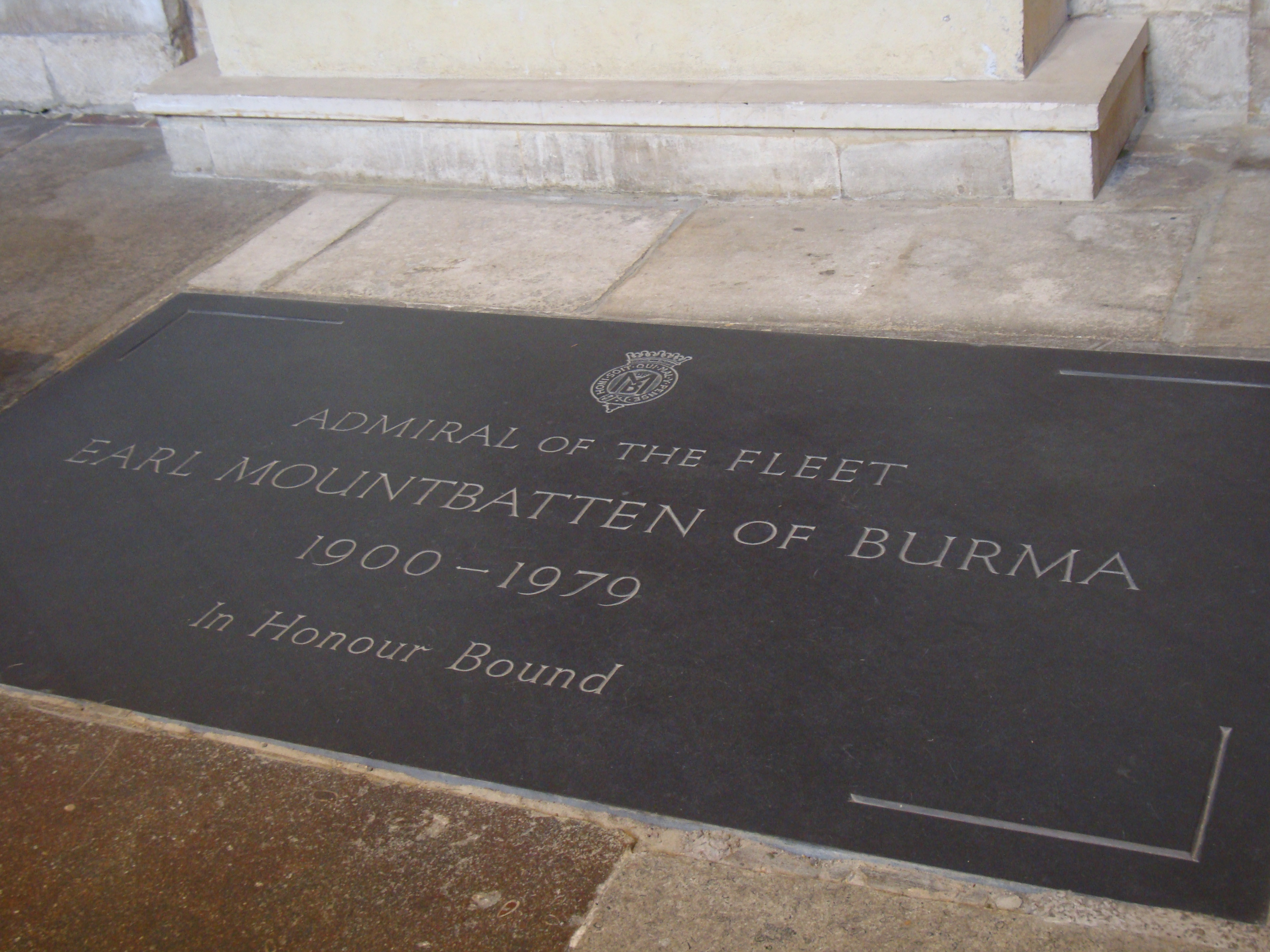
Grób Louisa Mountbattena w opactwie Romsey

27 sierpnia 1979 zginął w zamachu zorganizowanym przez Prowizoryczną Irlandzką Armię Republikańską. Bomba podłożona na jachcie „Shadow V” zabiła także dwie inne osoby: Nicholasa Knatchbulla (wnuka lorda) i Paula Maxwella (marynarza) oraz zraniła kolejne cztery: Patricię Brabourne (córkę lorda), Johna Knatchbulla (zięcia lorda) i Timothy’ego Knatchbulla (wnuka lorda) oraz Doreen Knatchbull, lady Brabourne (matkę męża córki lorda), która zmarła następnego dnia wskutek poniesionych obrażeń. Oskarżony o dokonanie zamachu Thomas MacMahon został skazany na dożywotnie więzienie.

## Życie prywatne
Był biseksualny. W 1922 poślubił Edwinę Ashley (1901–1960), majętną wnuczkę żydowskiego finansisty, sir Ernesta Cassela, ze strony swego ojca pochodzącą z hrabiów Shaftesbury, a w spadku po dziadku (zm. 1921) dostała ok. 3 milionów funtów (sam jej dochód roczny z kapitału wynosił 30 tys. funtów, podczas gdy Mountbatten pobierał rocznie 310 funtów pensji oficerskiej i poza tym miał 300 funtów dochodu z kapitału). Z żoną miał dwie córki: Patrycję (1924–2017) i Pamelę (ur. 1929); Patrycja, po mężu baronowa Brabourne, odziedziczyła po nim – dzięki specjalnemu nadaniu króla Jerzego VI – tytuł „Countess Mountbatten of Burma”, odtąd przekazywany także w linii po kądzieli.
Małżonkowie pozostawali w związku otwartym, mieli relacje łóżkowe z innymi osobami; Louis był w nieformalnej relacji z Jamesem Murphym i pisarzem Noëlem Cowardem.